# Passage du Surmelin
Le passage du Surmelin est une voie du 20e arrondissement de Paris, en France.

## Situation et accès
Le passage du Surmelin est une voie publique située dans le 20e arrondissement de Paris. Il débute au 45, rue du Surmelin et se termine au 10 bis, rue Haxo.

## Origine du nom

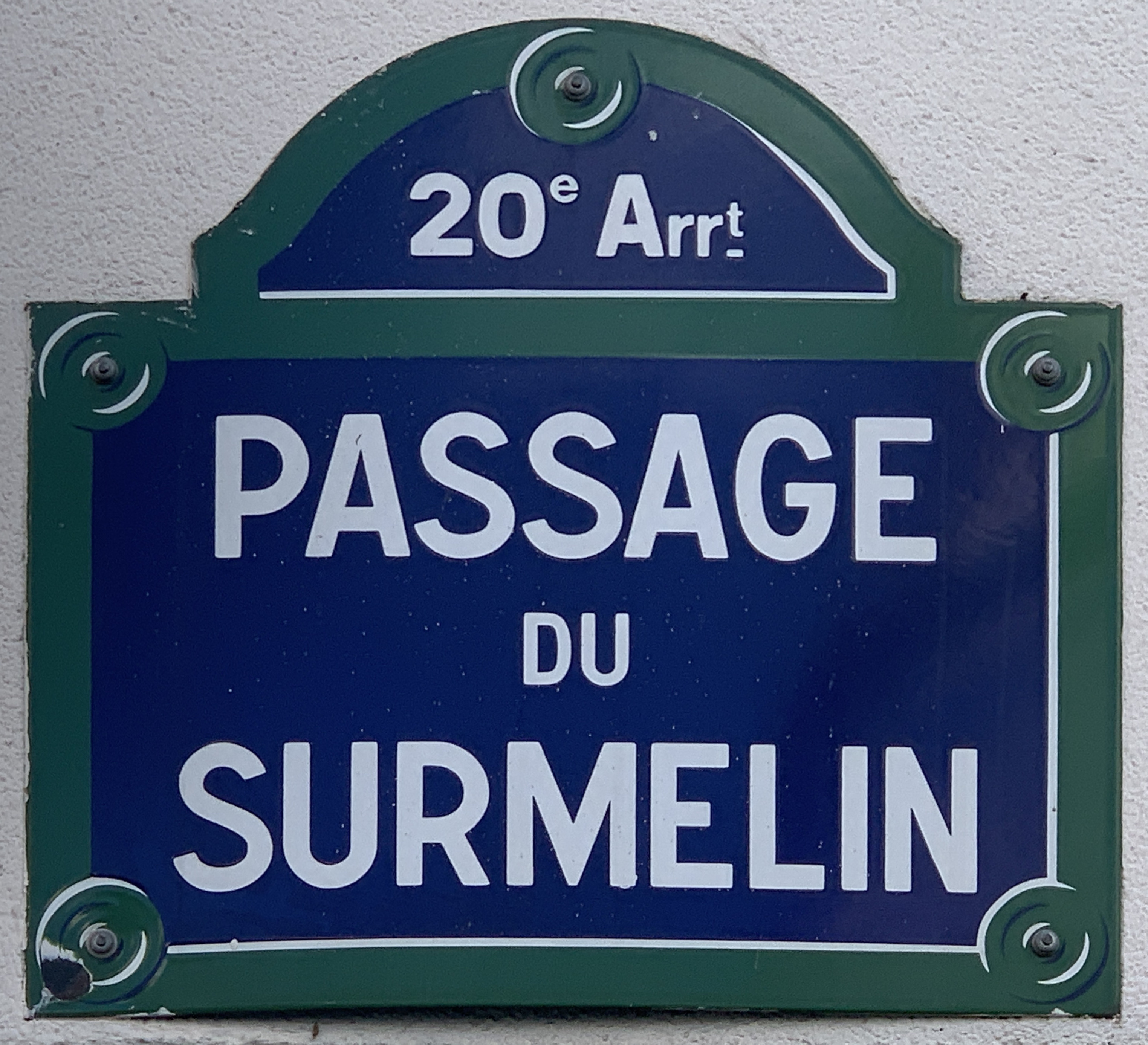
Plaque de la voie.

Il porte ce nom en raison du voisinage de la rue éponyme.

## Historique
Cette voie ouverte sous le nom de « passage Papier », d'après le nom du propriétaire des terrains sur lesquels elle a été ouverte, prend sa dénomination actuelle par un arrêté du 1er février 1877.

## Bâtiments remarquables et lieux de mémoire
À l'angle du passage et de la rue du Surmelin figure une fresque de 160 m² en hommage au Groupe Manouchian, œuvre d'Artof Popof, inaugurée en 2012. La rue du Groupe-Manouchian est en effet située à proximité,.